# Плюшевий десант
«Плюшевий десант» — акція протесту проти порушень свободи слова в Республіці Білорусь, проведена громадянами Швеції 4 липня 2012 року, яка полягала в скиданні з літака на маленьких парашутах над містами Мінськ і Івенець іграшкових плюшевих ведмедів з прикріпленими до них табличками з написами.

## Хід акції
Вранці 4 липня 2012 року з литовського аеродрому Поцюнай (Пренайский район) вилетів легкомоторний тримісний літак Jodel, керований шведами Томасом Мазетті (40 років) і Ханною-Ліною Фрей (22 роки). Оскільки аеродром знаходиться в некерованому повітряному просторі (на ньому немає служб, які контролюють польоти, або чергового, який відзначає зліт-посадку), то виліт пройшов непоміченим. Перед тим літак простояв на аеродромі три дні.
Близько 5 годин 57 хвилин, на 49-й хвилині польоту, літак незаконно перетнув, ймовірно, в районі «Девянішського виступу» Шальчининкского району, кордон з Білоруссю (поблизу села Барановичі Ів'євського району Гродненської області). Рухаючись на малій висоті (приблизно 300—500 метрів), він пролетів над селом Бакшти та містом Івенець. Досягнувши околиць Мінська (збоку ТЕЦ-4), пілоти скинули м'які іграшки (невеликих плюшевих ведмедів) з прикріпленими до них листками, на яких було написано англійською та білоруською мовами: «We support the Belarusian struggle for free speech» і «FREE SPEECH NOW» (скидання проводилося також над івенцем, всього 879 штук.)
Потім літак повернувся на той самий аеродром, політ якого зайняв близько півтора годин.
Крім Томаса і Ханна-Ліні, були задіяні ще дві людини на землі: один у Білорусі (Пер Кромвелл, який знімав акцію з землі і розмістив відео в Мережі, а також повинен був забрати колег у разі, якщо б літаку довелося здійснити посадку) і один у Швеції.
Акція була проведена від імені і на кошти шведської рекламної фірми Studio Total, співзасновником якої є Томас Мазетті, на підтримку відомого білоруського опозиційного інтернет-сайту «Хартія-97»
Агентство Studio Total взяло на себе відповідальність за цю акцію, заявивши, що таким чином хотіло привернути увагу до ситуації з правами людини в Білорусі. В агентстві наголосили, що організували політ за своєю ініціативою і не залучали до організації цього заходу білоруських громадян (щоб не наражати їх на небезпеку).
За словами учасників, метою акції було виставити президента Білорусі Олександра Лукашенка в смішному вигляді і тим самим наблизити кінець його правління.
Томас Мазетті розповів, що запланував акцію рік тому. "Ми читали статті про Білорусь — все почалося з цього. А потім хтось нам розповів про опозиційну політику або, скажімо так, швидше про журналіста, який був (можливо) убитий. Швидше за все, мова йде про журналіста і редактора «Хартії-97» Олега Бебенине, який був виявлений повішеним на власній дачі 3 вересня 2010 року. І ми знаємо, що Білорусь — так близько від Швеції. Мені здалося, що цей спосіб, який обрали для того, щоб змусити людей Білорусі мовчати, дуже небезпечний і поганий. «Вбивати людей, щоб змусити інших боятися, — погано», — сказав Мазетті.
Відразу після публікації відеоматеріалів польоту, Міністерство національної оборони Литви заявило, що ВПС країни не зафіксували перетин литовсько-білоруського кордону, хоча вони і «спостерігали політ в прикордонній зоні з порушенням процедур»; білоруська влада також заперечувала, як факт «десанту», так і факт вторгнення в білоруський повітряний простір. Міністерство оборони Білорусі заявило: «За минулу добу порушення державного кордону Республіки Білорусь у повітряному просторі не було. Всі маршрути перельотів повітряних суден відстежені» і «Це була 100-відсоткова провокація проти Білорусі за підтримки іноземних спецслужб. Наші засоби ВПС і ППО не підтвердили порушення повітряного простору невідомим літаком» (командувач ВПС і військами ППО Збройних сил Білорусі, генерал-майор Дмитро Пахмєлкин); в журналі «Військово-політичний огляд» було сказано: «„Плюшевий десант“ — не важливо, чи був він чи ні — є провокацією іноземних спецслужб, свою роль в якій зіграла і Литва».
Також Міноборони Білорусі провели аналіз опублікованих в Інтернеті відеозаписів і в офіційному повідомленні відомства заявили, що це фальшивка: «Експерти виявили грубу роботу з елементами візуальної фальсифікації, що свідчить про очевидно провокативний характер такої інформації».
Те, що несанкціонований політ все ж відбувся, Лукашенко визнав лише 26 липня.

## Реакція
15 липня КДБ Білорусі затримав (про що було оголошено лише 7 серпня) головного редактора сайту Belarusian News Photos, фотографа Антона Суряпіна (який першим опублікував на своєму сайті фото ведмежат) і ріелтора Сергія Башаримова (до нього зверталися з приводу оренди житла на короткий термін шведи, які легально в'їхали в Білорусь і з землі спостерігали за результативністю «плюшевого десанту»), за звинуваченням в «пособництві незаконному перетину державного кордону».
2 серпня представники білоруської опозиції провели біля будівлі Оперного театру в Мінську, акцію солідарності з ними — виставили плюшевих ведмедів, одягнених в смугасті сорочки, і плакати з вимогою звільнити затриманих.
Після того, як на сайті Change.org [Архівовано 23 березня 2022 у Wayback Machine.] з'явилася петиція з вимогою звільнити Антона Суряпіна та Сергія Башаримова, доступ до цього сайту в Білорусі був на деякий час закритий.
17 серпня, Суряпін і Башаримов були звільнені під підписку про невиїзд.
Далі, 31 липня, президент Білорусі Олександр Лукашенко звільнив з посади командувача ВПС і військами ППО Білорусі Дмитра Пахмелкіна та голови Держприкордонкомітету Ігоря Рачковського за «неналежне виконання службових обов'язків щодо забезпечення національної безпеки Республіки Білорусь». Про неповну службову відповідність були попереджені міністр оборони Юрій Жадобін і начальник Генерального штабу Збройних сил, Петро Тихонівський. Було оголошено догану держсекретареві Ради безпеки Леоніду Мальцеву і голові Комітету державної безпеки, Вадиму Зайцеву. Олександр Лукашенко заявив: «кожен, хто зважиться незаконно перетнути державний кордон, повинен бути зупинений. Будь-якими засобами. В тому числі і з допомогою зброї. Прикордонники повинні захищати свою батьківщину».
3 серпня стало відомо, що білоруська влада відмовилась продовжити акредитацію послу Швеції Стефану Ерікссону (за звинуваченням у співпраці з внутрішньою опозицією), фактично вилучивши його з країни. А ще через кілька днів, 8 серпня, білоруський МЗС оголосив, що білоруське посольство зі Швеції буде відкликано в повному складі (співробітникам шведського посольства, відповідно, довелося покинути Білорусь), хоча міністр закордонних справ Швеції Карл Більдт заявив, що шведська влада ніяк не пов'язана і жодним чином не санкціонувала цю акцію.
КДБ Білорусі запропонував Томасу Мазетті і Ханне-Ліні Фрей добровільно приїхати до Білорусі для надання свідчень в якості підозрюваних та проведення очних ставок, на що було отримано відмову.
Акція також викликала ускладнення в білорусько-литовських відносинах — президент Білорусі зажадав у Литви пояснень з приводу порушення кордону.
14 серпня Генпрокуратура Литви повідомила, що розпочато досудове розслідування з приводу незаконного перетину кордону та порушення правил міжнародних польотів.
Глава МЗС Литви А. Ажубаліс повідомив, що литовські і шведські правоохоронні органи ведуть спільне розслідування. Президент Литви заявила, що як тільки справа про перетин кордону Литви буде доведена до кінця, «інформація в повному обсязі буде надана литовській громадськості та шведським правоохоронним органам». Також литовські прокурори не поспішали ухвалити рішення, чи задовольняти прохання Білорусі про надання їй правової допомоги в розслідуванні (це було викликано побоюваннями повторення «справи Білецького» 2011 року). В січні 2013 року міністерство юстиції Литви надіслало Швеції прохання перейняти кримінальне переслідування у зв'язку з незаконним перетином кордону, здійсненим шведськими громадянами.
В кінці 2012 року, організатори «плюшевого десанту» були удостоєні міжнародної рекламної премії Erica Award в номінації «Public Relations».
У січні 2013 року Ханна Фрей, Томаз Мазетті і Пер Кромвелл отримали премію «Хартії'97» в області захисту прав людини. Нагородження пройшло в шведському місті Мальме, де з учасниками акції зустрілася редактор «Хартії'97». Було відзначено, що шведські пілоти стали першими іноземцями, що отримали таку премію «за мужність, виявлену в боротьбі за права людини в Білорусі».
Розслідування незаконного перетину кордону проводилося органами Державного слідчого комітету Республіки Білорусь. Згідно з його результатами, під час перетину кордону літак було виявлено прикордонним нарядом, який перебував на кордоні. Про дану подію наряд доповів черговому по прикордонному посту «Суботники», який входить до складу наряду з охорони державного кордону на цій ділянці. Однак черговий, в порушення встановленого порядку, за власної недбалості, не передав прийняте донесення про спостереження над державним кордоном повітряної цілі — літального апарата — в підрозділ ВПС і військ ППО і вищестоящому черговому прикордонного загону.
28 червня 2013 року КДБ Білорусі закінчив розслідування кримінальної справи про несанкціонований перетин в 2012 році державного кордону республіки шведським літаком. Кримінальне переслідування відносно білоруських громадян Антона Суряпіна та Сергія Башаримова було припинено.
У грудні 2015 року Антон Суряпін подав позовну заяву в суд Московського району Мінська про відшкодування моральної шкоди. 2 березня 2016 року суд Московського району ухвалив рішення відшкодувати журналісту моральну шкоду в розмірі 8 мільйонів рублів.